# La Secada
La Secada (oficialmente, en asturiano, La Secá) es un lugar de la parroquia sierense de Feleches, en Principado de Asturias (España). Se encuentra a una altitud de 280 m s. n. m. Su gentilicio es secadí/secadíes y en el año 2010 contaba con una población empadronada de 78 habitantes (46 mujeres y 32 hombres) (INE). Sus códigos de unidad poblacional son el 132300 y el 132301, y su código postal el 33518.
Se extiende a lo largo del cruce formado por las carreteras  N-634  (km 285) y  AS-380  (kilómetro 0) y es atravesado por dos tramos muertos de la antigua  N-634  que actualmente hacen la función de caminos vecinales.

## Geografía

### Demografía

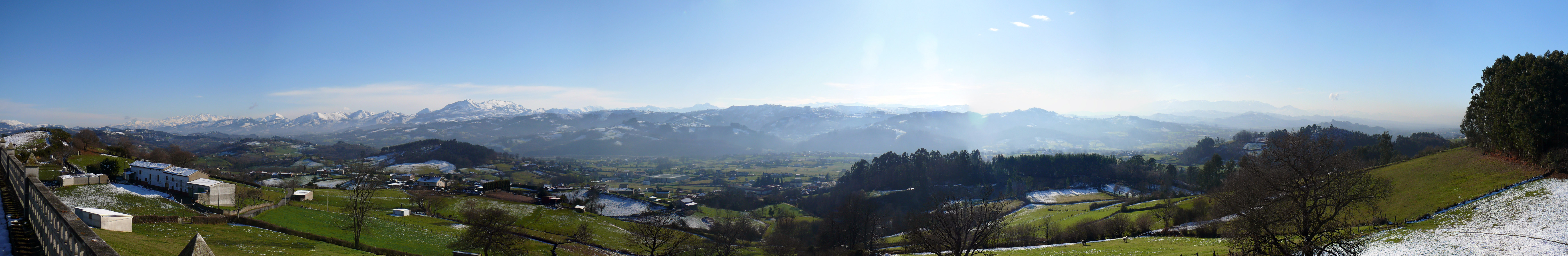
Vista panorámica de La Secada desde Collao.

|      |    |    |    |
| 2000 | 81 | 37 | 44 |
| 2001 | 78 | 36 | 42 |
| 2002 | 78 | 37 | 41 |
| 2003 | 71 | 33 | 38 |
| 2004 | 81 | 37 | 44 |
| 2005 | 80 | 35 | 45 |
| 2006 | 82 | 36 | 46 |
| 2007 | 81 | 38 | 43 |
| 2008 | 81 | 37 | 44 |
| 2009 | 78 | 34 | 44 |
| 2010 | 78 | 36 | 42 |

### Montes y pastizales
- El Cirgüellu (Cirigüellu): Se trata de un pequeño monte de robles, castaños, pero sobre todo eucaliptos, situado en la parroquia de San Cristóbal de Collao que sombrea la zona norte del barrio de La Secada, y al cual se accede a través de un camino de grava que parte su vez de otro camino asfaltado que comunica La Secada con Tabladiello. En la cima de El Cirgüellu (324 metros), y tras un falso llano, este camino de grava continúa en dirección norte y sentido ascendente hacia el monte La Golpina (391 metros), para descender posteriormente en su vertiente norte hacia el barrio de Aveno (Vega de Poja / Samartino). La ladera norte de El Cirgüellu se halla completamente desmontada por la acción extractiva de una antigua cantera que ha modificado notablemente el paisaje creando un frente de cantera vertical de aproximadamente 20 metros de altura desde la cima y un ancho de 200 metros. Esta cantera se halla en la actualidad semi-rehabilitada, asentándose algunos árboles y vegetación en su frente, mientras que la parte baja pertenece a una propiedad privada con funciones de almacén.

- Ería de Los Llanos: Se trata de un conjunto de pastos, parcialmente inundables en los meses de lluvias, que se extienden al sur del barrio de La Quintana y que lo delimitan con los barrios de Felechín (este), La Mata (oeste), y La Casona y Camino (sur).

- Ería de La Llosa: Se trata de otro pastizal de menores dimensiones que se encuentra situado entre los barrios de La Secada y La Quintana. Consiste en un promontorio completamente plano que alberga diferentes propiedades dedicadas al pasto de ganado bovino. En la finca principal "La Llosa", se encuentra una central fotovoltaica de reducidas dimensiones.

### Cursos fluviales
- Arroyo de La Riega: Es el principal curso de agua que cruza La Secada. Afluente directo del río Nora por el norte, parte del Pico de Castiello (438 metros) y de la fuente de La Rabona en Tabladiello, y fluye en dirección sur delimitando las parroquias de San Esteban de Aramil y Santo Tomás de Feleches. Tras cruzar la carretera nacional a través de un pequeño tubo, y discurrir unos 150 metros (en parte soterrado), une sus aguas a las de la Fuente de Marcos en El Pontón, en un lugar que delimita los barrios de Felechín y El Xelán. A partir de aquí, cambia su nombre por el de Arroyo de La Reguerona, y sigue su curso en dirección sur hacia La Vegona, La Vega y finalmente tras cruzar las vías de la línea de FEVE (Oviedo - Infiesto) y la autovía  A-64 , termina desembocando en el río Nora.

- Arroyo Nuste (Nustel): En el otro extremo del pueblo, al oeste, se sitúa otro curso fluvial que ha sufrido importantes transformaciones en su cauce a lo largo de los años y que es conocido popularmente como "El Riucu". Este pequeño arroyo que fluye en dirección sur tiene dos nacimientos reconocibles:
  - Arroyo de Gordón: Recoge las aguas de El Cirgüellu y de la Fuente de Gordón. Tras pasar cerca del Lavadero de La Secá, una primera canalización lo conduce bajo la carretera  AS-380  por detrás del polígono industrial de La Secá hasta un canal de piedra que bordea "La Finca del Chalé".
  - Arroyo de La Cuesta: Este otro arroyo recoge las aguas de Fuentemil (en la parroquia de San Cristóbal de Collao), La Cuesta y la cara este del Picu Corrientes (en la parroquia de Santo Tomás de Feleches).

Ambos arroyos unen sus aguas en La Cuesta y a partir de este punto, el Arroyo Nuste desciende en dirección sur y una vez cruzada la  N-634  discurre canalizado y soterrado debido a las obras de ampliación que tuvieron lugar en la factoría de Muebles Ornia hacia el año 2000. El siguiente tramo, que va desde La Casuca hasta la Fuente de La Mata, fue soterrado a principios de los años sesenta cuando comenzaron a verterse en él, a través de una tubería, los desagües provenientes del barrio de La Quintana La Secá y La Casuca. En el tramo final de su recorrido, el Arroyo Nuste llega a una zona de vega que comprende La Ería Nuste, el Lavadero de Nuste y finalmente La Ciruyana donde desemboca por la ribera norte del río Nora, en una zona actualmente muy degradada y alterada por el paso de la vía del FEVE y la autovía  A-64 .
En los pastizales que comprenden El Erial de Los Llanos, ocasionalmente y en los meses de más lluvia, se forma una pequeña laguna natural que desagua subterráneamente en los dos arroyos, al este, hacia una zona también inundable conocida como La Ería del Nustel en el barrio de La Mata, y al oeste hacia la Fuente de Marcos y el cauce de La Reguerona.

## Vías de comunicación
El nombre de La Secada se encuentra íntimamente ligado a dos vías de comunicación principales que atraviesan la localidad, la carretera nacional  N-634  y la carretera local  AS-380 , que confluyen en un cruce situado en el centro del pueblo, antaño problemático por los continuos atascos y accidentes de tráfico.
- N-634  (Santiago - Oviedo - Torrelavega - Bilbao - San Sebastián): Durante los años 60, la obra de desdoblamiento de la antigua  N-634  causó un gran impacto en el pueblo al ser desdoblada una curva y construido un gran cruce con carriles de incorporación, de tal modo que dos grupos de casas quedaron aislados entre la nueva y la vieja carretera. Durante estos años, las expropiaciones de terrenos y la creciente intensidad del tráfico merman en gran medida la calidad de vida de los vecinos, que durante la década de los ochenta ven como el nombre de su pueblo se ve tristemente ensombrecido al ser incluido por la DGT en una lista de "puntos negros" de la  N-634 . Esta grave situación no se corregirá hasta la construcción en 1998 del tramo Les Folgueres - Marcenado de la autovía  A-64  (Oviedo - Villaviciosa), pero especialmente del tramo Marcenado - Lamasanti, en 2002.

- AS-380  (Villaviciosa - La Secada): Antiguamente conocida como  AS-267  y  AS-113 , se ordena la construcción de esta carretera en las Juntas de la Diputación Provincial el 17 de noviembre de 1876 para unir la Villaviciosa con la capital asturiana, en donde, con el fin de evitar Pola de Siero, también se planificó otra carretera que uniera La Collada con La Secada, aunque finalmente nunca se llegó a construir.

- AS-378  (La Secada - Gargantada): Esta carretera local parte de la  N-634  en la entrada este del pueblo y discurre en dirección sur por todo el concejo de Siero hasta cruzarse a la altura del Alto de la Gargantada con la Carretera Carbonera,  AS-376  (Gijón - Sama de Langreo).

- SI-10  (La Secada - Venta de La Salve): Se trata de una carretera local que parte de la  N-634  a la entrada oeste del pueblo y la comunica con la  SI-8  a la altura de Venta de La Salve. Esta carretera que sirve como división de las parroquias de Feleches y Aramil, también comunica La Secada con La Vega de Aramil y Santa Eulalia de Vigil (Santolaya).

## Historia
Se desconoce con precisión cual es el origen del topónimo La Secada, aunque es muy probable que provenga de una palatización del término "La Segada", por ser ésta, zona de abundantes pastos.
En la antigüedad, este pueblo estaba cruzado por una calzada romana (posteriormente Calzada Real) que viniendo de San Esteban de Aramil descendía hacia el barrio de La Quintana y de ahí hasta el barrio de La Casuca, aunque por desgracia no se conservan vestigios de la misma, ya que durante muchos años sufrió serios deterioros por los saneamientos y canalizaciones de agua hasta que en el año 2002 fue cubierta en su totalidad por el asfalto de los caminos vecinales, conservándose tan sólo dos vestigios en la parroquia de Aramil.
Durante la etapa de la Guerra Civil el pueblo fue sede de un Comité Revolucionario organizado por obreros locales y hasta bien entrada la posguerra albergaba una gran actividad como centro dinamizador de la población local, contando con dos bares, una pequeña tienda y un famoso baile, además de un puesto de fielato (especie de aduana municipal para el mercado local de Siero) como bien recoge este testimonio de Benigno García Suárez:
"El control de los fielatos era inoperativo. Si el fielato de La Madera cerraba a las ocho de la tarde, los conductores de camiones y carros se avisaban y pasaban después de esa hora. O los brandys que desembarcaban en San Esteban de Pravia y se traían con destino a Sariego, donde apenas se graban los productos, y entraban en Siero, donde el primer fielato de esa zona estaba en La Secada. Teníamos un puertu francu."

## Economía
Antiguamente existió una cantera en la cara oeste del monte El Cirgüellu pero actualmente se encuentra en desuso. El frente de cantera se encuentra parcialmente rehabilitado con una plantación de eucaliptos.
Su principal industria, los muebles, estaba representada por dos fábricas, Muebles Pubal y Muebles Ornia, de las que actualmente sólo permanece en actividad la segunda, pudiendo considerarse una de las principales empresas ebanistas del centro de la región. Sus instalaciones, situadas en la entrada este del pueblo (entre La Secada y La Cuesta), entraron en funcionamiento en 1964 y desde entonces no han dejado de ampliarse cada diez años con sucesivos anexos (1974, 1984, 1994). La última ampliación, la más ambiciosa estuvo prevista en tres fases (2000, 2004 y 2007) y ha modificado notablemente el paisaje del pueblo.
El resto del tejido industrial se concentra en un pequeño polígono situado en la zona norte del pueblo y compuesto por un aparcamiento, una pequeña factoría de quesos (Lácteos Joaquín Peña) que ocupa las antiguas instalaciones de Muebles Pubal (actualmente en Gijón). También existe una gran nave cuadrangular, antiguamente distribuida en varios espacios independientes, que daba cabida a un almacén de materiales de construcción (Comercial Feleches), pero que actualmente constituye el almacén de lácteos Joaquín Peña. Otro pequeño núcleo industrial se encuentra a la entrada oeste del pueblo y está compuesto por una marmolería (Mármoles Lucio) y un concesionario de la SEAT (Talleres La Secada). Finalmente en la parte norte, en dirección al barrio de Tabladiello se encuentra otro pequeño taller mecánico, Carrocerías Juan José.
La mayor parte de sus habitantes son jubilados, principalmente de la minería, mientras que el resto complementan su trabajo en los polígonos industriales del centro de la provincia con actividades agrícolas y ganaderas de carácter familiar. Los jóvenes y niños son escasos y generalmente desarrollan su actividad formativa en la capital del municipio, de la comunidad autónoma e incluso en el extranjero.

## Gestión forestal
Desde hace algunos siglos, muchos vecinos de La Secada, al igual que otros tantos de la parroquia de Feleches, vienen gestionando un monte en la llamada "Cuesta de Trespando" en la parroquia del mismo nombre. El enclave está situado justo sobre la ribera sur del río Nora y la autovía  A-64 , y es conocido como popularmente como El Trave.
Este peculiar tipo de gestión es consecuencia de las desamortizaciones de monte comunal habidas en el municipio sierense durante el S. XIX. Esto ha generado dos formatos de tenencia:
- Fincas rurales en propiedad que rara vez superan la hectárea de superficie y que están dedicadas principalmente al pasto de ganado bovino y al cultivo del manzano de sidra.
- Una bolsa de monte comunal que se divide en porcentajes diversos entre los vecinos y que, a pesar de no figurar en ningún plano catastral, cada vecino reconoce tradicionalmente como suyo. Su principal recurso es el maderero al tratarse de una importante masa boscosa de robles y castaños. Además también se aprovechan comunalmente otros recursos forestales como las castañas, las avellanas, las moras, las setas, y otras pequeñas plantas como ortigas y helechos.

El Trave al igual que todo el cordal que se extiende al sur del Río Nora desde Lieres hasta Oviedo, está reconocido como una importante área cinegética, con fauna autóctona entre la que se encuentran corzos y jabalíes. Otros animales que frecuentan o tienen su hábitat en el bosque son el ferre (aguilucho), la curuxa (lechuza), el raposu (zorro), la culebra, el puercoespín, así como también diversos tipos de pequeños roedores, batracios y culebras. En el cauce del río Nora también se pueden encontrar pequeñas truchas, anguilas de agua dulce y algún cangrejo de río.

## Energía

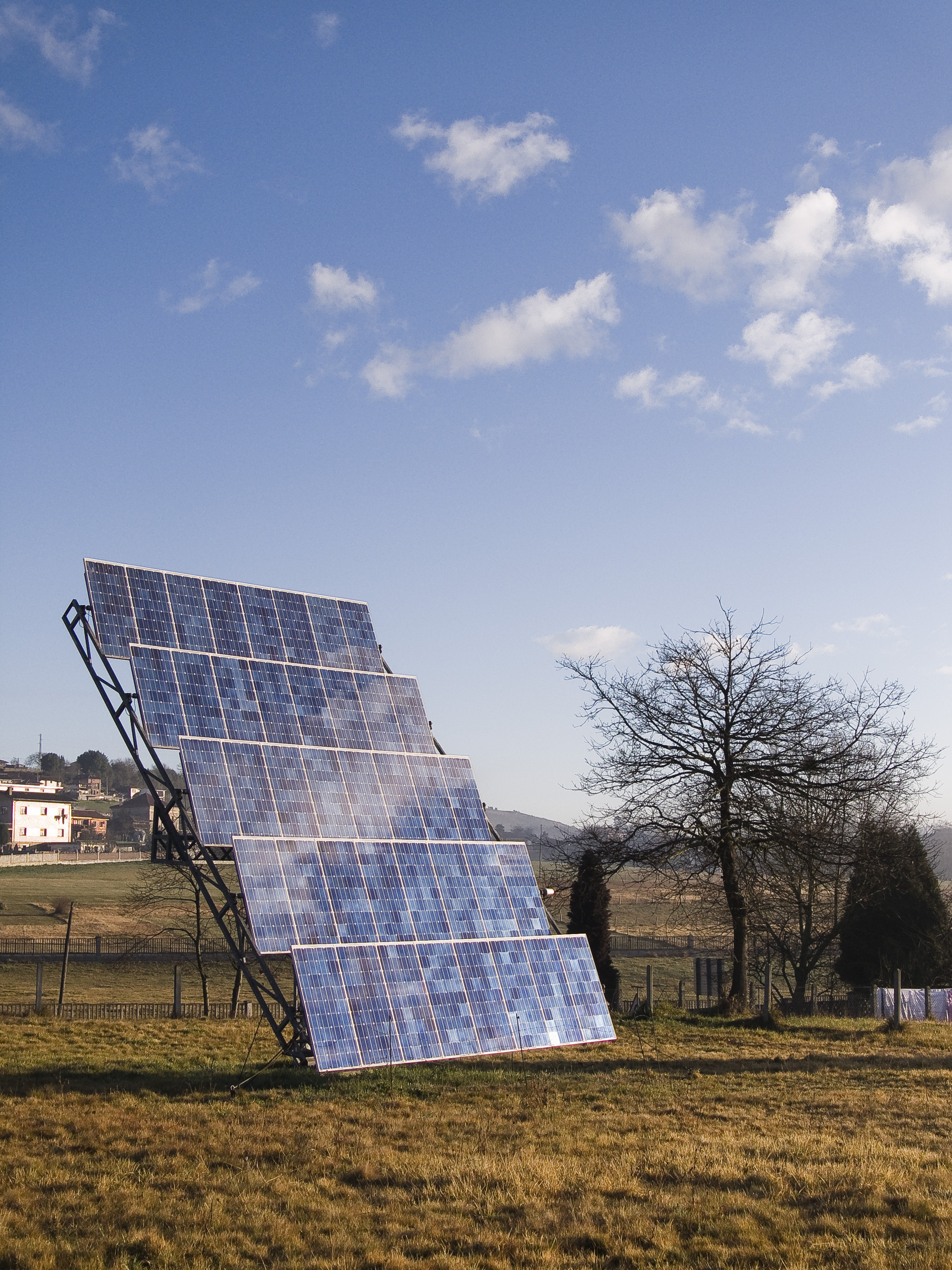
Panel Solar en La Llosa.

La Secada cuenta con una microcentral de energía solar instalada a finales de los años noventa del siglo XX en la Ería de La Llosa, entre los barrios de La Quintana de La Secada y la carretera  N-634 , desde donde es claramente visible. Se trata de una caseta de madera y un ingenio cuadrangular giratorio compuesto por un conjunto de 40 (8x5) paneles situados en plano incliando y en dirección sur.

## Lugares de interés

### Edificios
- El Xalé: A través de uno de los tramos muertos de la antigua carretera  N-634  se accede a la entrada principal de un gran caseron, construido a comienzos del siglo XX por emigrantes mexicanos retornados a Asturias, y conocido popularmente como "El Xalé". Se trata de un edificio de estilo indiano tardío cuya estructura, de planta rectangular y tres alturas, se sitúa en el extremo oeste de una extensa finca (El Prau de Sindo) que cuenta con un pequeño jardín rodeado de altos abetos, además de la tradicional palmera, símbolo de este tipo de construcciones. El complejo se completa con un gran frontón de color verde, compuesto por dos muros de aproximadamente 10 metros de altura y techumbre roja de chapa, que representa una curiosidad en el paisaje al ser visible desde muchas partes del pueblo. Este frontón, restaurado a finales de los años noventa, es uno de los pocos que existen en Asturias y posee dimensiones reglamentarias para el juego de pelota.

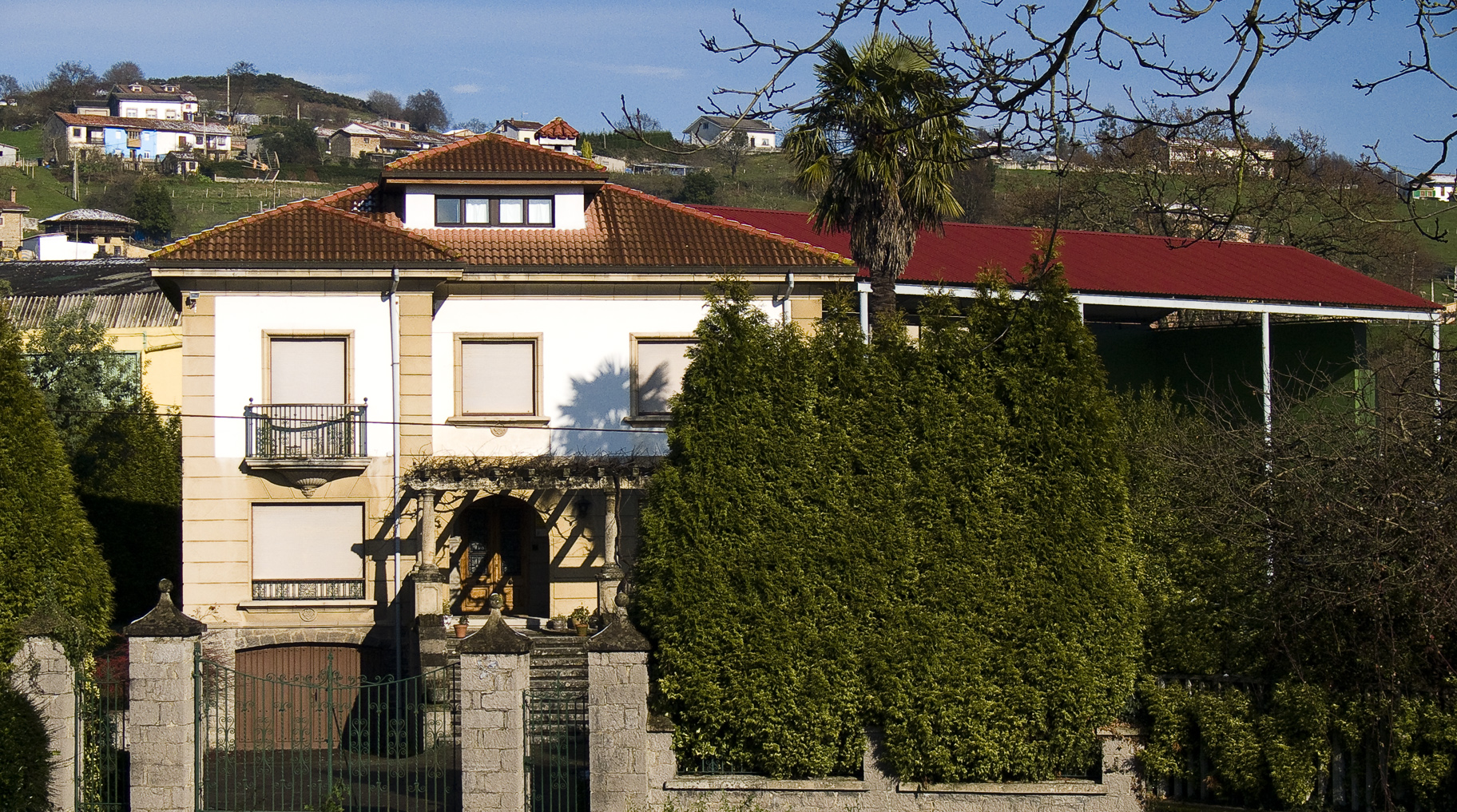
Casa Indiana y frontón.

- Antiguo "ayuntamiento": Otra edificación relevante es el llamado "ayuntamiento" de La Secada. Se trata de un edificio de planta rectangular y tres alturas que se encuentra al comienzo de la carretera a Villaviciosa. Se sabe que tras el estallido de la guerra civil española fue sede de un Comité Revolucionado formado por algunos vecinos. Después de varias décadas en estado ruinoso, a finales de los años ochenta sufrió una reforma irregular que provocó el derribo total de su fachada principal (de piedra y con escudos de armas), así como otras reformas parciales. Esta situación devino en la paralización de la nueva construcción manteniéndose desocupado desde entonces.

- Otros edificios: Por su arquitectura también es interesante un caserón de dos plantas que data del siglo XIX ("Casa de Rufa"), el antiguo "Baile de La Pianola", así como los antiguos bares de "Manolo Montes" (de estilo indiano tardío) y "Casa Maruja", revestido este último de la sobriedad típica de las edificaciones de Postguerra.Parte posterior del Horreo de Fonseca.

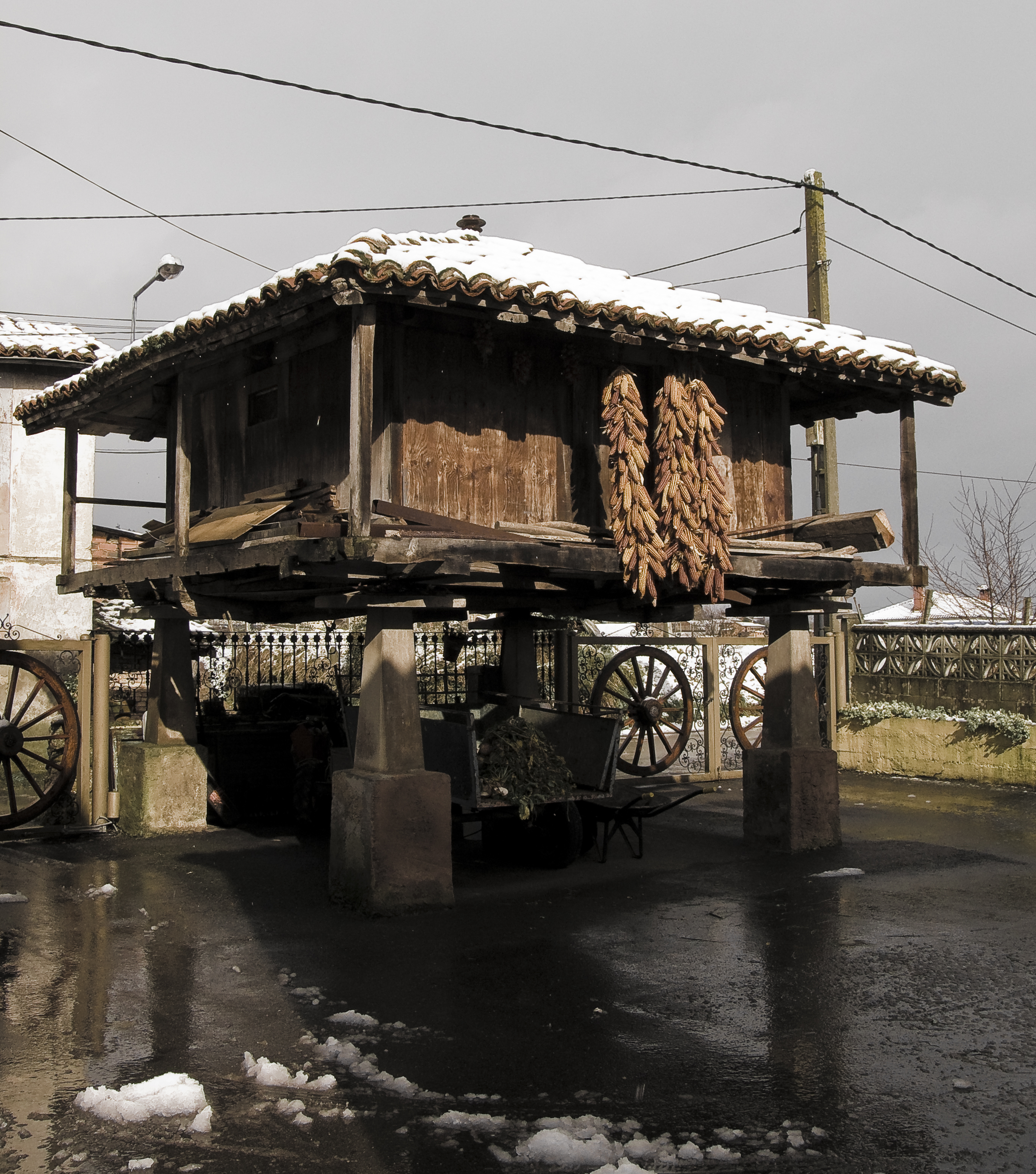
Parte posterior del Horreo de Fonseca.

## Puentes
- Puente de Les Peñuques: El extremo este de La Secada, bajando del barrio de La Casuca y en un ramal del camino que discurre en dirección al barrio de La Carretera, existe un puente románico, de sillería pétrea, que en la ruta del famoso Camino Real cruza las aguas del Arroyo Nuste. Actualmente, y tras las obras de ampliación de la factoría Muebles Ornia (2004-2007) yace sepultado por escombro y tierra.

### Hórreos
Existen cuatro hórreos en La Secada, dos en La Quintana de La Secada y otros dos flanqueando la  N-634 .
- Hórreo de "El Correo" (La Secada): Sin restaurar. Pegollos cortos de piedra sobre los cimientos de una cochera, con corredor de madera y sin decoración. Antiguamente había una ferrería debajo.
- Hórreo de "Casa Tabladiello" (La Secada): Restaurado en los años noventa, con pegollos de piedra, corredor de madera y sin decoración.
- Hórreo de "Carlitos" (La Quintana de La Secada): Sin restaurar, con corredor, pegollos de piedra y sin decoración.
- Hórreo de "Fonseca" (La Quintana de La Secada): Presidiendo la entrada de un pequeño patio privado y sin decoración, este hórreo ha sufrido múltiples transformaciones. Originalmente se trataba de una panera de madera, probablemente del siglo XVII, a la que a finales del siglo XIX o principios del siglo XX, se le suprimieron los seis pegollos de madera y se le sustituyeron por cuatro de hormigón convirtiéndola, de este modo, en un hórreo. De esta época data también la sustitución de sus paredes originales de madera por otras de ladrillo visto. A principios de los años noventa fue parcialmente restaurado rehaciendo nuevamente su techumbre y su corredor, reformando uno de los pegollos de hormigón y cubriendo las paredes de ladrillo con chapas de madera. También se llevó a cabo un saneamiento general de vigas y suelos.

## Rutas turísticas
El pueblo de La Secada se encuentra en el camino de una ruta turística que cubre gran parte del concejo de Siero (de Pola de Siero a Meres), conocida como la Ruta de Los Palacios Rurales: Iglesia de San Pedro de Pola de Siero (siglo XIX), Capilla de Santa Ana de Pola de Siero (siglo XIX), iglesia románica de San Esteban de los Caballeros de Aramil (siglo XII), ermita e iglesia de la Virgen de la Salud de Lieres (siglo XIX), iglesia románica de San Martín de Vega de Poja (siglo XIII), Ermita del Cristo de Bienvenida de Meres, Capilla de Santa Lucía de Meres (siglo XVII) y Capilla de Santa Ana de Meres (siglo XVI).